# Gustav Walter

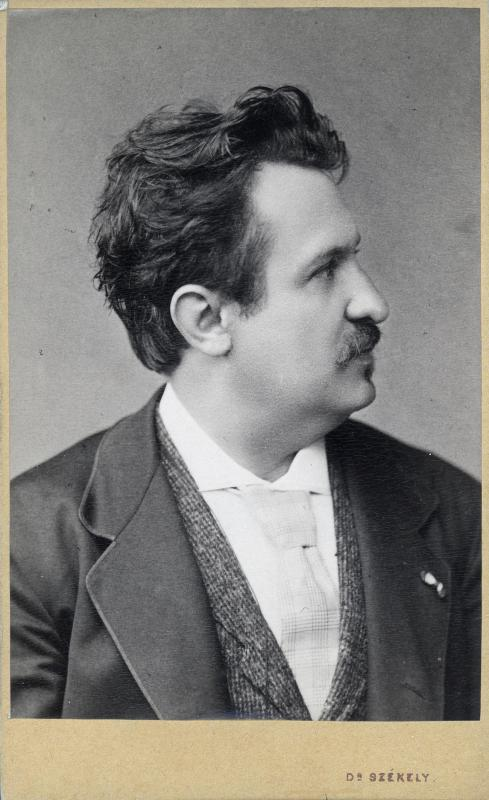
Gustav Walter

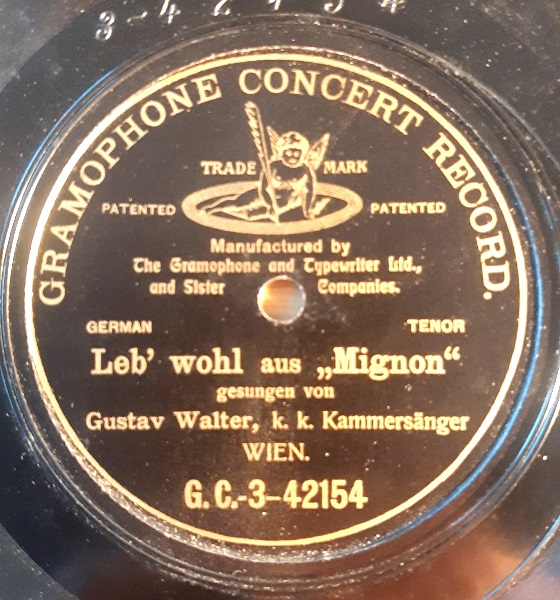
Schallplatte von Gustav Walter (Wien 1904)

Gustav Walter (11. Februar 1834 in Bilin – 30. oder 31. Jänner 1910 in Wien) war ein österreichischer Opernsänger des Stimmfachs Lyrischer Tenor, der mehr als dreißig Jahre lang am k.k. Hofopern-Theater zu Wien verpflichtet war und insbesondere in Mozart- und Wagner-Partien reüssierte. Er war auch ein bedeutender Liedsänger und Gesangslehrer.

## Leben und Werk
Walter stammte aus einer Bäckerfamilie im Nordwesten Böhmens, die kinderreich war und in der viel musiziert wurde. Er erhielt Geigenunterricht, besuchte das Gymnasium und studierte danach Violine in Prag. Parallel dazu absolvierte er auch das Polytechnikum, ging zurück in seine Heimatstadt und arbeitete dort ab 1853 als Kanzellist oder Ingenieur in der Zuckerfabrik des Fürsten Lobkowitz. Der dortige Schlosskaplan, Pater Anton Prochaska, entdeckte seine Stimme und schickte ihn zu dem Gesanglehrer Franz Vogl nach Prag.
1855 debütierte Walter in Donizettis Lucia di Lammermoor am Stadttheater in Brünn, wobei nicht bekannt ist, welche der drei Tenorpartien der Oper er in dieser Vorstellung sang. Die Wiener Hofopernsängerin Rosa Csillag empfahl ihm, nach Wien zu gehen, und er wurde dort umgehend vom k. k. Hofoperntheater unter Vertrag genommen.

### An der Wiener Hofoper
Gustav Walter debütierte 1856 erfolgreich an der Wiener Hofoper, der heutigen Wiener Staatsoper, in der Rolle des Gomez im Nachtlager von Granada von Conradin Kreutzer und bekam in der Folge regelmäßig wichtige Partien übertragen. Er war Wiens erster Walther von der Vogelweide in Wagners Tannhäuser, er kreierte eine Reihe von Verdi-Rollen (Manrico, Herzog von Mantua und Gustav III.) und sang in Erstaufführungen mehrerer französischen Opern, darunter Meyerbeer Die Afrikanerin und Gounods Romeo und Julia. Gemeinsam mit dem lyrischen Sopran Bertha Ehnn galt er als Idealbesetzung für Shakespeares tragisches Liebespaar. Walter war ein beliebter Mozart-Sänger. Den Tamino in der Zauberflöte verkörperte er häufig, in der Spielzeit 1886/87 auch mit seiner Tochter Minna als Pamina. Bei der Eröffnung des Neuen Opernhauses am Ring am 25. Mai 1869 mit Mozarts Don Juan sang Gustav Walter die Rolle des Don Ottavio. Von 20. Juni bis 31. Dezember 1880 leitete er im Rahmen eines Regiekollegiums – gemeinsam mit Karl Mayerhofer und Emil Scaria – die Hofoper.
Ehnn und Walter harmonierten auch als Eva und Stolzing in der Wiener Erstaufführung von Wagners Meistersingern von Nürnberg im Jahre 1870, auch wenn die Oper vorerst nicht gut ankam. Walter sang weiters die Titelpartie in der 1870er Neuinszenierung von Wagners Lohengrin in Anwesenheit des Komponisten und kreierte 1878 auch den Loge im ersten Wiener Rheingold. 1875 sang er den Assad bei der Uraufführung der Oper „Die Königin von Saba“ von Karl Goldmark. Parallel zu seinen Wiener Verpflichtungen gastierte der Sänger auch an einer Reihe weiterer bedeutender Opernhäuser – ab 1864 im Opernhaus der Stadt Frankfurt am Main, 1868 an der Münchner Hofoper, 1874–75 an der Hoftheater Wiesbaden, 1875 in Brünn, weiters in Graz und 1885 am Deutschen Theater in Prag.
Mit seiner Lieblingsrolle, dem Wilhelm Meister in Thomas’ Mignon, die er an der Hofoper insgesamt 105 Mal verkörpert hatte, verabschiedete sich der Sänger am 24. Januar 1887 nach dreißig Jahren vom Publikum und von seinen Kollegen. Insgesamt war er an der Hofoper in über hundert Rollen an mehr als zweitausend Abenden aufgetreten. Anlässlich seines Abschieds von der Bühne wurde er zum Ehrenmitglied der Wiener Hofoper ernannt.
Laut Spielplanarchiv der Wiener Staatsoper soll er im August 1899 noch zweimal im Haus am Ring aufgetreten sein – als Gabriel von Eisenstein in der Fledermaus von Johann Strauß.

### Als Liedsänger
Neben seiner Opernkarriere verzeichnete er mit seinen erst in Eigenregie bestrittenen, öffentlichen Liederabenden große Erfolge, insbesondere mit Liedern von Schubert, Brahms und Dvořák. Bereits 1857 trat er erstmals als Sänger von Schubert-Liedern auf. Walter zählte zum Freundeskreis von Johannes Brahms und sang eine Reihe von Uraufführungen von Liedern und Gesangsstücken:
- Am 28. Februar 1869 sang er im Großen Redoutensaal der Wiener Hofburg die Uraufführung von Brahms’ Rinaldo (Brahms). Es spielte das Wiener Hofopernorchester unter Leitung des Komponisten, es sang der Akademische Gesangverein Wien.
- Die erste öffentliche Aufführung der Liedersammlung Liebeslieder-Walzer erfolgte am 5. Jänner 1870, mit Brahms und Clara Schumann am Klavier, sowie mit Louise Dustmann-Meyer, Rosa Girzick, Gustav Walter und Emil Krauss.
- Am 23. Februar 1883 sang er, wiederum von Brahms begleitet, die ersten bekannten öffentlichen Aufführungen der beiden Lieder Waldeseinsamkeit, op. 85/6, und Feldeinsamkeit, op. 86/2.
- In einem Konzert am 21. Dezember 1888 stellte er sechs neuere Lieder des Komponisten vor, darunter Ständchen und Auf dem See, op. 106/1–2. Wiederum begleitete Brahms am Klavier.[4]

Dvořák widmete ihm 1880 die Cigánské melodie (Zigeunermelodien), op. 55. Im Jahr 1881 gab er einen Liederabend in Dresden. Laut Kutsch/Riemens feierte man ihn in Konzertsälen in Europa, namentlich in London. Dort gab er 1872 ein Konzert mit dem London Philharmonic Orchestra und mit Gesangsstücken von Mozart, Carl Riedel und Anton Rubinstein.
Nach seinem Abschied von der Bühne gab weiterhin Liederabende und sang in Chor-Orchesterkonzerten, darunter 1887 in Dresden, 1888 in München, 1891 anlässlich Mozarts 100. Todestag bei einem Mozart-Fest in Salzburg sowie 1897 in Graz. „Die Schönheit seiner Stimme blieb ihm sehr lange erhalten, so daß er noch nach der Jahrhundertwende auftreten konnte“.

### Als Gesangslehrer
Ein besonderes Anliegen war dem Sänger die Weitergabe seines Wissens und seiner Erfahrung an nachfolgende Generationen. Nicht nur seine Kinder, sondern eine Reihe von Kollegen und Schülern suchten seinen Rat. 1882 wurde er zum Professor für Gesangstechnik am Konservatorium der Gesellschaft der Musikfreunde in Wien, heute die Universität für Musik und darstellende Kunst, ernannt und übte diese Funktion mehr als zwei Jahrzehnte lang aus. Zu seinen Schülern zählten unter anderem Mme. Charles Cahier, die eigens aus Paris angereist kam, Lula Mysz-Gmeiner und Franz Pácal. Kutsch/Riemens bezeichnen ihn als „eine[n] der großen Gesangspädagogen seiner Zeit“.
Kammersänger Gustav Walter verstarb Ende Januar 1910 an den Folgen eines Gehirnschlags. Sein Grab auf dem Wiener Zentralfriedhof, Gruppe 16E 10 Grab 6, wurde im Jahr 2020 von der Stadt Wien ehrenhalber auf Friedhofsdauer gewidmet.

## Rollen an der Wiener Hofoper

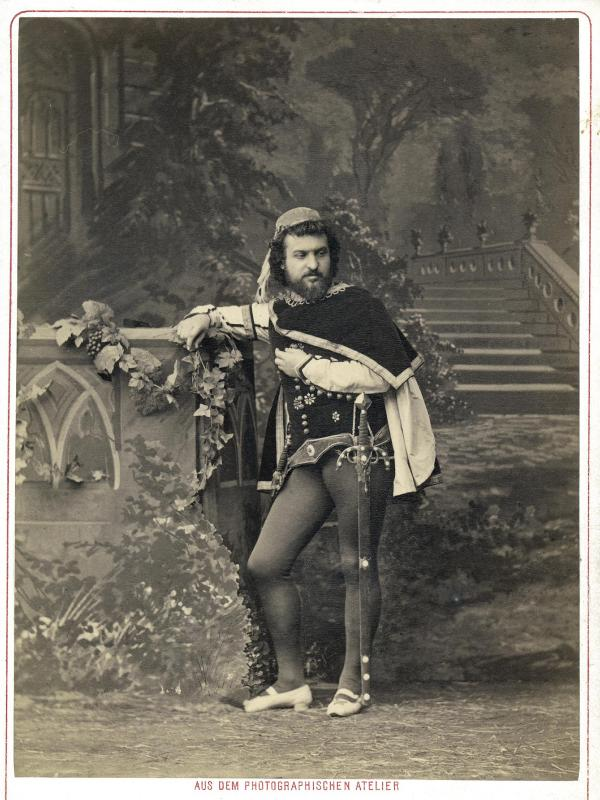
Als Romeo

In Klammern wird – soweit bekannt – die Zahl der Vorstellungen angeführt, die Gustav Walter in dieser Rolle an der Wiener Hofoper gesungen hat.

### Repertoire
| Beethoven: - Florestan im Fidelio (25) Cherubini: - Graf Armand in Der Wasserträger (31) Donizetti: - Ernesto in Don Pasquale (9) - Edgardo in Lucia di Lammermoor (11) Meyerbeer: - Raoul de Nangis in Die Hugenotten (17) - Vasco da Gama in Die Afrikanerin (3) Mozart: - Belmonte in Die Entführung aus dem Serail (9) - Don Ottavio in Don Giovanni - Ferrando in Così fan tutte (14) - Tamino in Die Zauberflöte - Titelpartie in La clemenza di Tito (4) |  | Nicolai: - Fenton in Die lustigen Weiber von Windsor (18) Rossini: - Arnold in Guillaume Tell (30) Johann Strauß: - Gabriel von Eisenstein in Die Fledermaus (2) Verdi: - Herzog von Mantua in Rigoletto (7) - Manrico in Il trovatore - Gustav III. in Ein Maskenball (19) Wagner: - Erik in Der fliegende Holländer (18) - Walter von der Vogelweide in Tannhäuser - Titelpartie in Lohengrin (17) - Stolzing in Die Meistersinger von Nürnberg - Loge in Das Rheingold |

### Erstaufführungen
- 1868: Romeo in Gounods Romeo und Julia (36 Vorstellungen)
- 1870: Wilhelm Meister in Thomas’ Mignon (105 Vorstellungen)
- 1876: Gontran in Brülls Das goldene Kreuz (42 Vorstellungen)
- 1878: Philemon in Gounods Philemon und Baucis (24 Vorstellungen)
- 1882: Alfonso in Schuberts Alfonso und Estrella (3 Vorstellungen)

Weiters die Wagner-Rollen Walter von der Vogelweide (1859), Erik (1860), Stolzing (1870) und Loge (1878).

### Uraufführungen
- 1858: Robert in Suppés Paragraf 3
- 1860: Gaston in Dessauers Dominga
- 1861: Graf Wladimir in Rubinsteins Die Kinder der Haide
- 1869: Julius Florval in Kässmayers Das Landhaus in Meudon
- 1875: Assad in Goldmarks Die Königin von Saba

## Tondokumente
Gustav Walter zählte zu den ersten Sängern weltweit, deren Stimme aufgezeichnet wurde. 1904 oder 1905, im Alter rund siebzig Jahren, nahezu zwei Jahrzehnte nach seinem Rückzug von der Bühne, absolvierte er für G & T drei Aufnahmen, darunter eine Arie aus Mignon von Ambroise Thomas, die laut Kutsch/Riemens „zu den Seltenheiten aus der Frühzeit der Schallplatte gehören und trotz ihrer mangelhaften Aufnahmetechnik von höchstem Dokumentarwert sind“. Laut Grove Music Online ermöglichen diese Aufnahmen den Musikwissenschaftlern Einblick in Aufführungspraxis und Gesangsstil des 19. Jahrhunderts. Grove schreibt weiters: Although past his prime, „the voice is well preserved and the style both expressive and elegant“. [Obwohl die Stimme ihren Höhepunkt längst überschritten hat, ist sie gut erhalten und der Gesangsstil ist sowohl expressiv, als auch elegant].
Weiters bestehen zwei Phonogramme aus 1906, die 1985 veröffentlicht wurden.

## Ehrungen
- Kaiserlich, königlicher Hofopern-, Hofkapell- und Kammersänger[7]
- Ehrenmitglied der Gesellschaft der Musikfreunde in Wien (1871), des Wiener Männergesang-Vereines, des Schubertbundes und des k.k. Hofoperntheaters zu Wien
- Ehrenbürger der Stadt Bílina
- Ritter des Franz-Joseph-Ordens
- Ritter des königlich-hannoveranischen Guelphen-Orden
- Träger der Schubert-Medaille

## Familie, Privates
Walter hatte zwei Kinder, die ebenfalls eine Sängerlaufbahn einschlugen. Tochter Minna Walter (1863–1901), eig. Wilhelmine, startete eine glänzende Karriere als Sopranistin an den Opernhäusern von Frankfurt am Main und Graz, gastierte als Pamina an der Wiener Hofoper und wurde sofort ins Ensemble aufgenommen. Allerdings beendete sie bereits im Alter von nur 26 Jahren ihre Karriere, heiratete den Gutsbesitzer und Truchseß Carl von Pfeiffer-Weißenegg und zog sich von der Bühne zurück.
Sohn Raoul Walter (1863–1917), Tenor wie sein Vater, absolvierte zuerst ein Studium der Jurisprudenz und entschied sich dann doch für den Sängerberuf, reüssierte als Operettensänger in Wien und Brünn, wurde schließlich an die Bayerische Staatsoper in München engagiert, wo er große Beliebtheit erlangte und schließlich zum Kammersänger ernannt wurde. Seine Tochter Maria „Mimi“ Walter heiratete den Heldentenor Julius Patzak.
Der Sänger wohnte in der Operngasse 2, unweit seiner zentralen Wirkungsstätte.

## Gedenken

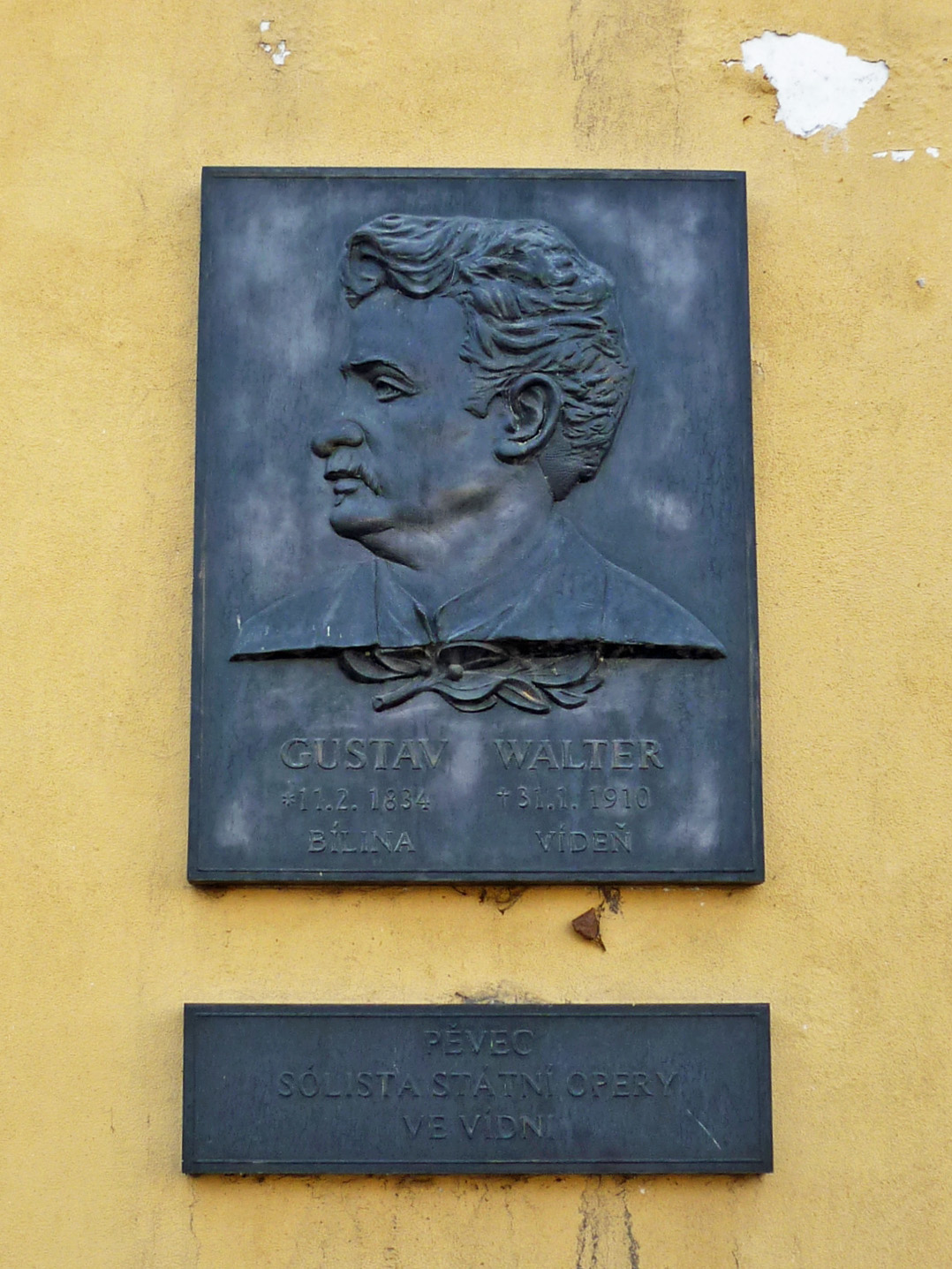
Gedenktafel am Haus 21/16 in Bílina

In seiner Heimatstadt Bílina wurde am 2. Juli 2010 an der Grundkunstschule eine Gedenktafel von seiner Ururenkelin Gabriele Gaiser-Reich, geb. Walter mit seinem Porträt gestiftet und enthüllt. Am 29. April 2011 erfolgte die Umbenennung in „ZUŠ Gustava Waltera“ („Gustav-Walter-Grundkunstschule“).